# Kamelija
Kamelija (lat. Camellia), biljni rod iz porodice čajevki (Theaceae). Preko 170 vrstatrajnica, grmova i drveća raste po tropskoj i suptropskoj Aziji.
Carl von Linné imenovao ih je prema češkom prirodoslovcu Jiříju Josefu Kamelu.
Rod je opisan 1753.

## Vrste
1. Camellia albata Orel & Curry
2. Camellia amplexicaulis (Pit.) Cohen-Stuart
3. Camellia amplexifolia Merr. & Chun
4. Camellia anlungensis Hung T.Chang
5. Camellia assimiloides Sealy
6. Camellia aurea Hung T.Chang
7. Camellia azalea C.F.Wei
8. Camellia brevistyla (Hayata) Cohen-Stuart
9. Camellia bugiamapensis Orel, Curry, Luu & Q.D.Nguyen
10. Camellia campanulata Orel, Curry & Luu
11. Camellia candida Hung T.Chang
12. Camellia capitata Orel, Curry & Luu
13. Camellia cattienensis Orel
14. Camellia caudata Wall.
15. Camellia chekiangoleosa Hu
16. Camellia cherryana Orel
17. Camellia chrysanthoides Hung T.Chang
18. Camellia concinna Orel & Curry
19. Camellia connata (Craib) Craib
20. Camellia corallina (Gagnep.) Sealy
21. Camellia cordifolia (F.P.Metcalf) Nakai
22. Camellia costata S.Y.Hu & S.Y.Liang
23. Camellia costei H.Lév.
24. Camellia crapnelliana Tutcher
25. Camellia crassicolumna Hung T.Chang
26. Camellia crassipes Sealy
27. Camellia crassiphylla Ninh & Hakoda
28. Camellia cuongiana Orel & Curry
29. Camellia cupiformis T.L.Ming
30. Camellia curryana Orel & Luu
31. Camellia cuspidata (Kochs) Bean
32. Camellia dalatensis V.D.Luong, Ninh & Hakoda
33. Camellia decora Orel, Curry & Luu
34. Camellia dilinhensis Ninh & V.D.Luong
35. Camellia dongnaicensis Orel
36. Camellia dormoyana (Pierre ex Laness.) Sealy
37. Camellia drupifera Lour.
38. Camellia duyana Orel, Curry & Luu
39. Camellia edithae Hance
40. Camellia elizabethae Orel & Curry
41. Camellia elongata (Rehder & E.H.Wilson) Rehder
42. Camellia erubescens Orel & Curry
43. Camellia euphlebia Merr. ex Sealy
44. Camellia euryoides Lindl.
45. Camellia fangchengensis S.Ye Liang & Y.C.Zhong
46. Camellia fansipanensis J.M.H.Shaw, Wynn-Jones & V.D.Nguyen
47. Camellia fascicularis Hung T.Chang
48. Camellia flava (Pit.) Sealy
49. Camellia flavida Hung T.Chang
50. Camellia fleuryi (A.Chev.) Sealy
51. Camellia fluviatilis Hand.-Mazz.
52. Camellia forrestii (Diels) Cohen-Stuart
53. Camellia fraterna Hance
54. Camellia furfuracea (Merr.) Cohen-Stuart
55. Camellia gaudichaudii (Gagnep.) Sealy
56. Camellia gilbertii (A.Chev.) Sealy
57. Camellia glabricostata T.L.Ming
58. Camellia gracilipes Merr. ex Sealy
59. Camellia grandibracteata Hung T.Chang, Y.J.Tan, F.L.Yu & P.S.Wang
60. Camellia granthamiana Sealy
61. Camellia grijsii Hance
62. Camellia gymnogyna Hung T.Chang
63. Camellia harlandii Orel & Curry
64. Camellia hatinhensis V.D.Luong, Ninh & L.T.Nguyen
65. Camellia hekouensis C.J.Wang & G.S.Fan
66. Camellia hiemalis Nakai
67. Camellia hongiaoensis Orel & Curry
68. Camellia hongkongensis Seem.
69. Camellia huana T.L.Ming & W.J.Zhang
70. Camellia ilicifolia Y.K.Li
71. Camellia impressinervis Hung T.Chang & S.Ye Liang
72. Camellia indochinensis Merr.
73. Camellia ingens Orel & Curry
74. Camellia insularis Orel & Curry
75. Camellia × intermedia (Tuyama) Nagam.
76. Camellia inusitata Orel, Curry & Luu
77. Camellia japonica L.
78. Camellia kissii Wall.
79. Camellia krempfii (Gagnep.) Sealy
80. Camellia kwangsiensis Hung T.Chang
81. Camellia lanceolata (Blume) Seem.
82. Camellia langbianensis (Gagnep.) P.H.Hô
83. Camellia laotica (Gagnep.) T.L.Ming
84. Camellia lawii Sealy
85. Camellia leptophylla S.Ye Liang ex Hung T.Chang
86. Camellia ligustrina Orel, Curry & Luu
87. Camellia longicalyx Hung T.Chang
88. Camellia longii Orel & Luu
89. Camellia longipedicellata (Hu) Hung T.Chang & D.Fang
90. Camellia longissima Hung T.Chang & S.Ye Liang
91. Camellia lucii Orel & Curry
92. Camellia lutchuensis T.Itô
93. Camellia luteocerata Orel
94. Camellia luteoflora Y.K.Li ex Hung T.Chang & F.A.Zeng
95. Camellia luteopallida V.D.Luong, T.Q.T.Nguyen & Luu
96. Camellia luuana Orel & Curry
97. Camellia maiana Orel
98. Camellia mairei (H.Lév.) Melch.
99. Camellia maoniushanensis J.L.Liu & Q.Luo
100. Camellia megasepala Hung T.Chang & Trin Ninh
101. Camellia melliana Hand.-Mazz.
102. Camellia micrantha S.Ye Liang & Y.C.Zhong
103. Camellia mileensis T.L.Ming
104. Camellia minima Orel & Curry
105. Camellia mollis Hung T.Chang & S.X.Ren
106. Camellia montana (Blanco) Hung T.Chang & S.X.Ren
107. Camellia murauchii Ninh & Hakoda
108. Camellia nematodea (Gagnep.) Sealy
109. Camellia nervosa (Gagnep.) Hung T.Chang
110. Camellia oconoriana Orel, Curry & Luu
111. Camellia oleifera C.Abel
112. Camellia pachyandra Hu
113. Camellia parviflora Merr. & Chun ex Sealy
114. Camellia parvimuricata Hung T.Chang
115. Camellia paucipunctata (Merr. & Chun) Chun
116. Camellia petelotii (Merr.) Sealy
117. Camellia philippinensis Hung T.Chang & S.X.Ren
118. Camellia pilosperma S.Yun Liang
119. Camellia pingguoensis D.Fang
120. Camellia piquetiana (Pierre) Sealy
121. Camellia pitardii Cohen-Stuart
122. Camellia pleurocarpa (Gagnep.) Sealy
123. Camellia polyodonta F.C.How ex Hu
124. Camellia psilocarpa X.G.Shi & C.X.Ye
125. Camellia ptilophylla Hung T.Chang
126. Camellia pubicosta Merr.
127. Camellia pubifurfuracea Y.C.Zhong
128. Camellia pubipetala Y.Wan & S.Z.Huang
129. Camellia punctata (Kochs) Cohen-Stuart
130. Camellia pyriparva Orel & Curry
131. Camellia pyxidiacea Z.R.Xu, F.P.Chen & C.Y.Deng
132. Camellia quangcuongii L.V.Dung, S.T. Hoang & Nhan
133. Camellia reflexa Orel & Curry
134. Camellia renshanxiangiae C.X.Ye & X.Q.Zheng
135. Camellia reticulata Lindl.
136. Camellia rhytidocarpa Hung T.Chang & S.Ye Liang
137. Camellia rosiflora Hook.
138. Camellia rosmannii Ninh
139. Camellia rosthorniana Hand.-Mazz.
140. Camellia rubriflora Ninh & Hakoda
141. Camellia salicifolia Champ.
142. Camellia saluenensis Stapf ex Bean
143. Camellia sasanqua Thunb.
144. Camellia scabrosa Orel & Curry
145. Camellia sealyana T.L.Ming
146. Camellia semiserrata C.W.Chi
147. Camellia septempetala Hung T.Chang & L.L.Qi
148. Camellia siangensis T.K.Paul & M.P.Nayar
149. Camellia sinensis (L.) Kuntze
150. Camellia sonthaiensis Luu, V.D.Luong, Q.D.Nguyen & T.Q.T.Nguyen
151. Camellia stuartiana Sealy
152. Camellia subintegra P.C.Huang
153. Camellia synaptica Sealy
154. Camellia szechuanensis C.W.Chi
155. Camellia szemaoensis Hung T.Chang
156. Camellia tachangensis F.S.Zhang
157. Camellia tadungensis Orel, Curry & Luu
158. Camellia taliensis (W.W.Sm.) Melch.
159. Camellia tenii Sealy
160. Camellia thailandica Hung T.Chang & S.X.Ren
161. Camellia tienyenensis Orel & Curry
162. Camellia tomentosa Orel & Curry
163. Camellia tonkinensis (Pit.) Cohen-Stuart
164. Camellia transarisanensis (Hayata) Cohen-Stuart
165. Camellia trichoclada (Rehder) S.S.Chien
166. Camellia tsaii Hu
167. Camellia tsingpienensis Hu
168. Camellia tuberculata S.S.Chien
169. Camellia tuyenquangensis V.D.Luong, Le & Ninh
170. Camellia uraku Kitam.
171. Camellia villicarpa S.S.Chien
172. Camellia viridicalyx Hung T.Chang & S.Ye Liang
173. Camellia viscosa Orel & Curry
174. Camellia vuquangensis V.D.Luong, Ninh & L.T.Nguyen
175. Camellia wardii Kobuski
176. Camellia xanthochroma K.M.Feng & L.S.Xie
177. Camellia yunkiangica Hung T.Chang, H.S.Wang & B.H.Chen
178. Camellia yunnanensis (Pit. ex Diels) Cohen-Stuart

## Sinonimi
- Sasanqua Nees
- Calpandria Blume
- Camelliastrum Nakai
- Desmitus Raf.
- Drupifera Raf.
- Piquetia Hallier f.
- Salceda Blanco
- Stereocarpus Hallier f.
- Thea L.
- Theaphylla Raf.
- Theopsis Nakai
- Tsia Adans.
- Tsubaki Adans.
- Yunnanea Hu